# Фрипорт (Охајо)
Фрипорт (енгл. Freeport) град је у америчкој савезној држави Охајо.

## Демографија
По попису из 2010. године број становника је 369, што је 29 (-7,3%) становника мање него 2000. године.
| Група             | 2000.       | 2010.       |
| Белци             | 392 (98,5%) | 360 (97,6%) |
| Афроамериканци    | 0 (0,0%)    | 0 (0,0%)    |
| Азијати           | 1 (0,3%)    | 0 (0,0%)    |
| Хиспаноамериканци | 0 (0,0%)    | 0 (0,0%)    |
| Укупно            | 398         | 369         |